# Pararistolochia mannii
Pararistolochia mannii là một loài thực vật có hoa trong họ Aristolochiaceae. Loài này được (Hook. f.) Keay mô tả khoa học đầu tiên năm 1952.